# Florin de la Nouvelle-Guinée néerlandaise
Pour les articles homonymes, voir Florin.

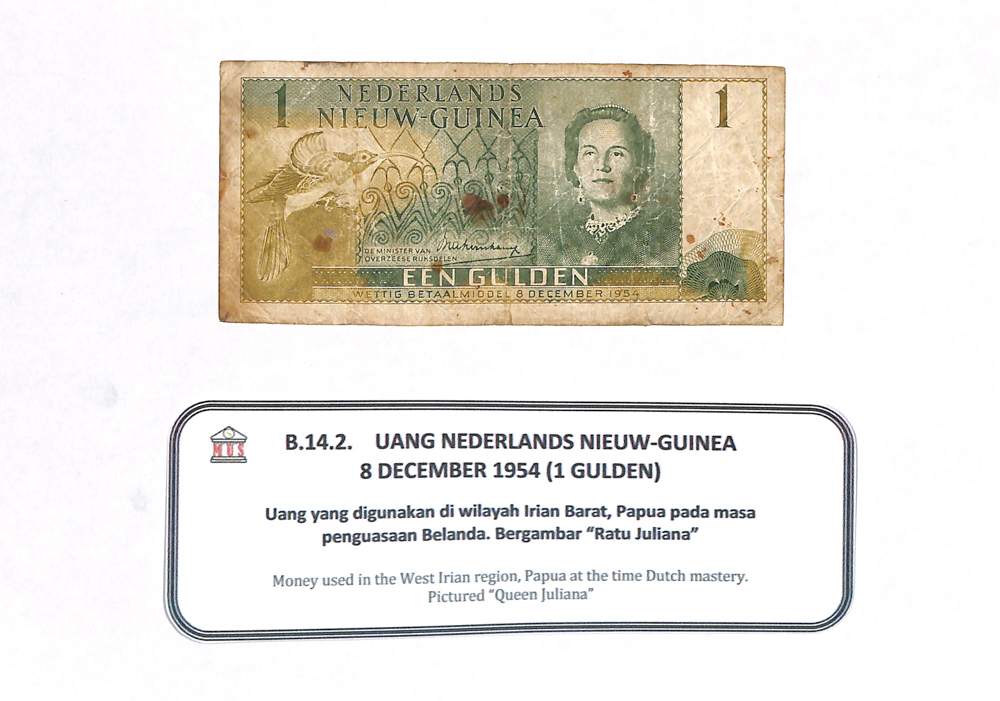
Billet de Nouvelle-Guinée néerlandaise, émis en 1954, d'une valeur de 1 florin.

Le florin (en néerlandais, gulden) est l'ancienne monnaie officielle de la Nouvelle-Guinée néerlandaise de 1949 à 1962.

## Histoire monétaire
Les Indes orientales néerlandaises implosent au sortir de la guerre, et en 1949, les Pays-Bas  représentés par Tony Lovink, cèdent une grande partie de leur ancienne colonie aux indépendantistes qui forment l'Indonésie. Les Néerlandais, représentés par le premier gouverneur Stephan Lucien Joseph van Waardenburg (en), restent à la tête de l'administration de la Nouvelle-Guinée occidentale. Le Florin des Indes orientales néerlandaises est remplacé à parité par un nouveau florin divisé en 100 cents, mais seuls des billets de banque seront imprimés, les anciennes pièces continuant à y circuler, puis les pièces néerlandaises type 1948. Cette monnaie est également à parité avec le florin néerlandais. La nouvelle monnaie est lancée le 30 mars 1950, date à laquelle toutes les autres monnaies en circulation sur ce territoire doivent être échangées aux guichets des banques et des postes, mettant ainsi fin à un important trafic inflationniste. En mars 1953, un accord gouvernemental proposait de rembourser à hauteur de 40 % en nouvelle monnaie tous les comptes bancaires, les créances et dettes, antérieurs à mars 1950. L'inflation fut ainsi jugulée.
Sont imprimées par Johan Enschedé & Zonen (Haarlem) deux séries de billets. La première série datée 1950 comprend des valeurs de 1, 2½, 5, 10, 25, 50, 100 et 500 florins, figurant au recto le portrait de la reine Juliana. La seconde série, datée 1954, reprend les mêmes valeurs, avec un autre portrait de la reine, de nouveaux motifs et couleurs. Durant cette période, la Monnaie d'Amsterdam fait envoyer pour une valeur de 930 000 florins de pièces néerlandaises à Hollandia.
En mai 1963, cette monnaie est définitivement remplacée par la roupie de la Nouvelle-Guinée occidentale au taux de 1:1, administrée par l'Indonésie.